# غوردون سميث (حلاق)
غوردون سميث (بالإنجليزية: Gordon Smith)‏ هو حلاق بريطاني، ولد في 6 يوليو 1962 في Gorbals ‏ في المملكة المتحدة.

## وصلات خارجية
- الموقع الرسمي
- غوردون سميث على موقع IMDb (الإنجليزية)